# Helene Jung
Helene Jung (Weimar, 14 de juny de 1887 - Gosheim, Württemberg, 3 d'octubre de 1975) fou una mezzosoprano alemanya.
La Temporada 1925-1926 va cantar al Gran Teatre del Liceu de Barcelona.